# Motiș (Sibiu)
Motiș (deutsch Mortesdorf, ungarisch Mártontelke) ist ein Dorf im Kreis Sibiu in der Region Siebenbürgen in Rumänien. Es ist Teil der Gemeinde Valea Viilor (Wurmloch).
Der Ort ist auch bekannt unter den früheren rumänischen Bezeichnungen Motișdorf und Motișul, den deutschen Märtesdorf und Mertesdorf und der ungarischen Martontelke.

## Lage

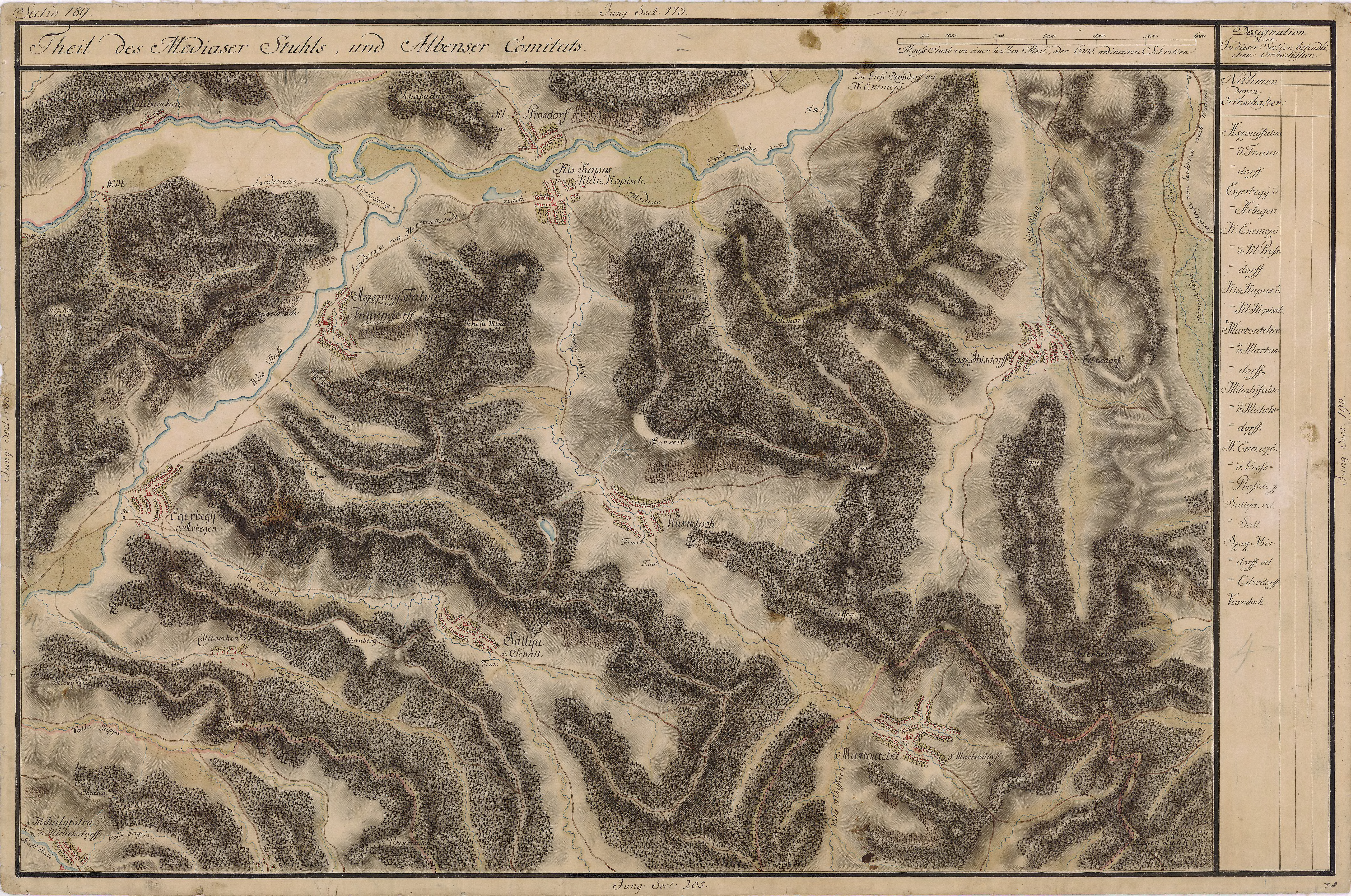
Motiș (Martosdorff), in der Josephinischen Landaufnahme von 1767 bis 1773.

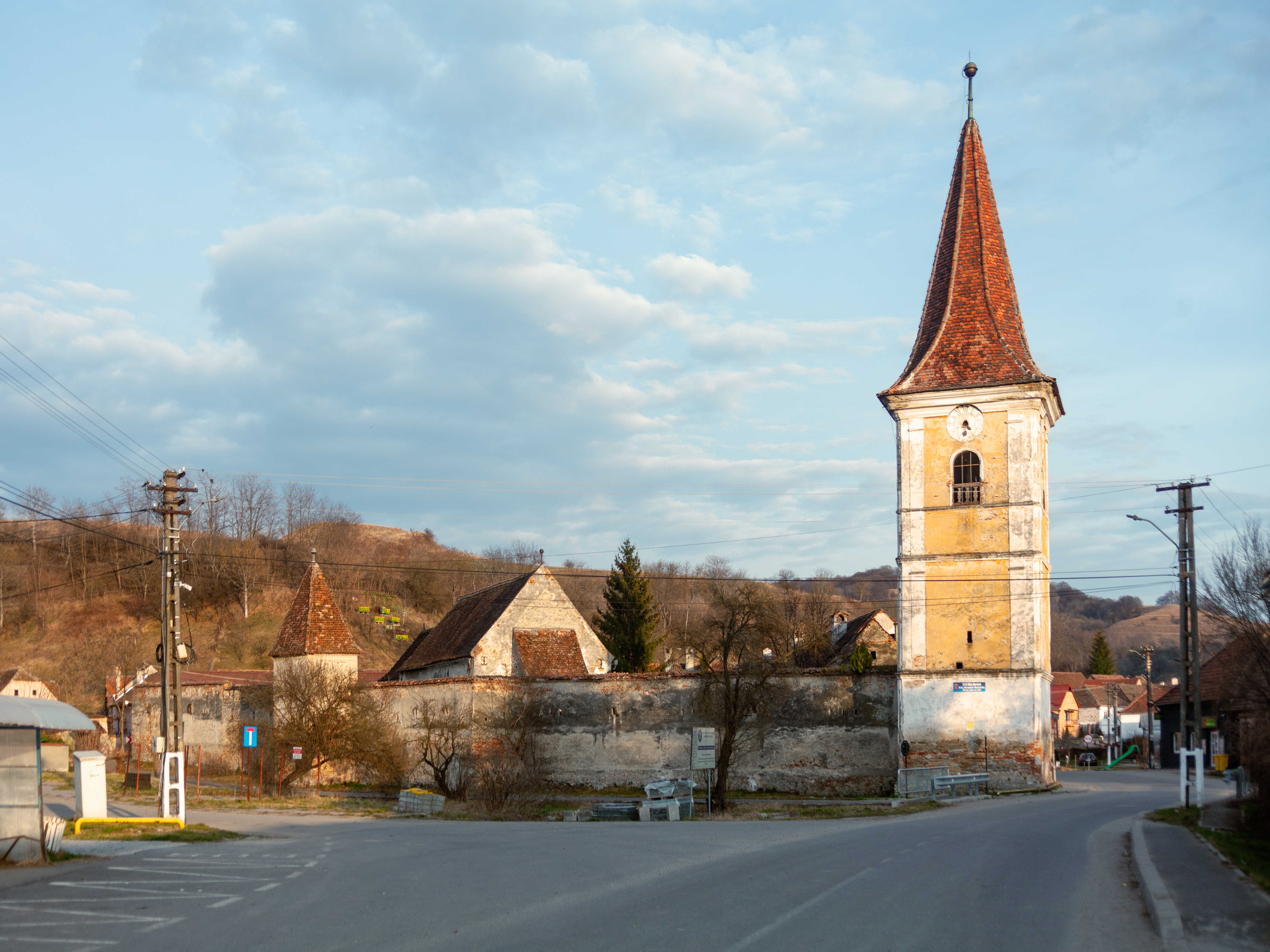
Kirchenburg in Motiș

Der Ort Motiș, liegt am Oberlauf des Flusses Vorumloc in einem südlichen Seitental der Târnava Mare (Große Kokel). Im Nordosten des Kreises Sibiu, in einer hügeligen Landschaft des Kokeltals an der Kreisstraße (Drum județean) DJ 142G liegt der Ort 5,5 km von der Gemeinde Valea Viilor, 21 km von Mediaș (Mediasch); die Kreishauptstadt Sibiu (Hermannstadt) liegt ca. 60 Kilometer südwestlich von Motiș entfernt. 

## Geschichte
Die erste Erwähnung Mortesdorfs (unter Villa Morteni) stammt aus dem Jahr 1319. Diese Urkunde besagt, dass der Ort Mortesdorf im Besitz der sächsischen Grafen Niklaus und Johann von Talmisch war. Im Jahre 1415 hieß Mortesdorf „Gemeinde Martin“, der erste alleinige deutsche Name dieses Ortes. Das in Adelsbesitz befindliche Hörigendorf konnte sich im Jahr 1848 von der Leibeigenschaft befreien.

## Bevölkerung
Bei der Volkszählung 1850 lebten in Mortesdorf 747 Menschen. 603 davon waren Deutsche, 104 Rumänen, vier Ungarn und 36 Roma. Die höchste Einwohnerzahl (1.092) wurde 1956 erreicht, die der Deutschen (858) 1966, der Rumänen (546) 2002 und die der Roma (36) 1850.
Mortesdorf war ein über mehrere Jahrhunderte vorwiegend von Siebenbürger Sachsen bewohntes Dorf. Diese stellten bis in die 1980er Jahre die Mehrheit der Dorfbevölkerung, bevor seit der Massenauswanderung der Siebenbürger Sachsen auch hier fast durchweg Rumänen und Roma leben. 2006 lebte in Motiș nur noch eine siebenbürgisch-sächsische Einwohnerin.

## Sehenswürdigkeiten
Die Kirchenburg von Mortesdorf ist eine spätgotische turmlose Saalkirche, die zum ersten Mal 1497 in den Kirchenbüchern erwähnt wird. Der Chor (9 × 5,3 m) und das Schiff (17,4 × 7,3 m) tragen getrennte Dachstühle. Vor dem Westportal wurde eine Vorhalle gebaut, deren Obergeschoß den Orgelblasebalg beherbergt. Am Spitzgiebel des Westportals ist die Zahl 1718 vermerkt (hierbei handelt es sich höchstwahrscheinlich um das Renovierungsjahr). Der 1791 errichtete Barockaltar ist aus Holz und ruht auf einem Ziegeltisch. Das Hauptbild zeigt Jesus mit Johannes und Maria. Beidseitig vom Hauptbild sind je zwei Rundsäulen mit korinthischem Säulenaufsatz. Die Säulenpaare bilden auf jeder Seite eine Nische mit je einer Apostelfigur. Rechts ist Paulus mit dem Schwert des Glaubens, links Petrus (mit abgebrochener Hand). Über jeder Säule ist ein Engel. Ein Oberbild stellt die Auferstehung dar, darüber das Auge Gottes. Die Kirchenburg steht unter Denkmalschutz.